# بيتر كوك (لاعب كرة قدم أسترالية)
بيتر كوك (بالإنجليزية: Peter Cook)‏ هو لاعب كرة قدم أسترالية أسترالي، ولد في 1 نوفمبر 1932.

## وصلات خارجية
- بيتر كوك على موقع AustralianFootball.com (الإنجليزية)
- بيتر كوك على موقع AFLtables.com (الإنجليزية)